# Sørum
Sørum est une ancienne municipalité du comté d'Akershus en Norvège. Le 1er janvier 2020, elle a été rattachée à la municipalité nouvelle de Lillestrøm. Son histoire est liée à la Maison de Sudreim, famille noble descendant de la dynastie royale Norvège depuis Håkon V.

## Villages
- Frogner